# Lasioglossum theodori
Lasioglossum theodori är en biart som först beskrevs av Crawford 1902.  Lasioglossum theodori ingår i släktet smalbin, och familjen vägbin. Inga underarter finns listade i Catalogue of Life.